# 国际雪联自由式滑雪世界杯
国际雪联自由式滑雪世界杯（英語：FIS Freestyle Ski World Cup）是国际滑雪联合会自1980年以来举办的年度自由式滑雪比赛。 目前，国际雪联自由式滑雪世界杯包括6个比賽項目：雪上技巧、空中技巧、滑雪越野賽、半管滑雪、障碍技巧滑雪和大跳台。在1980年代和1990年代，还曾出現過花樣滑雪比賽項目。
比赛主要在北美滑雪胜地和欧洲的阿尔卑斯山举行，并在东亚和斯堪的纳维亚半岛定期舉辦，在南半球也有一些比赛。 世界杯比赛已在全球22个不同国家/地区举行過：澳大利亚、奥地利、白俄罗斯、加拿大、中国、克罗地亚、捷克共和国、芬兰、法国、德国、意大利、日本、新西兰、挪威、俄罗斯、斯洛文尼亚、韩国、西班牙、瑞典 ， 瑞士 ， 乌克兰（乌克兰举办時仍然分别是苏联的一部分）和美国。

## 另見
- 自由式滑雪
- 冬季奥林匹克运动会自由式滑雪比赛
- 世界自由式滑雪錦標賽